# Ostertagia leptospicularis
Ostertagia leptospicularis ist ein im Labmagen von Wiederkäuern parasitierender Fadenwurm. Die Pathogenität ist für Rinder größer als für Schafe. Auch bei Rehen und anderen Wildwiederkäuern ist Ostertagia leptospicularis ein häufiger Parasit. Nach den TRBA 464 (Einstufung von Parasiten in Risikogruppen) ist der Parasit in die Risikogruppe 1 eingestuft.

## Merkmale
Adulte sind schlank, dünner als der Braune Magenwurm, und rötlich-braun. Männchen sind 6 bis 8 mm, Weibchen 8 bis 9 mm lang. Die Spicula sind kurz und gleich lang und teilen sich am hinteren Ende in drei Fortsätze, wobei die beiden seitlichen Äste sehr fein und spitz sind. Das Gubernaculum ist schlägerförmig. Mit 0,7 mm ist der Ösophagus etwas länger als bei anderen Ostertagia-Arten, wo er nur 0,6 mm lang ist.

## Lebenszyklus
Der Lebenszyklus gleicht anderen Ostertagia-Arten. Die Adulten leben auf der Schleimhaut des Labmagens. Das Weibchen gibt elliptische, dünnwandige und transparente Eier ab, die mit dem Kot in die Außenwelt gelangen und bereits 16 bis 32 Blastomere enthalten. Unter optimalen Temperatur- und Feuchtigkeitsbedingungen schlüpft die Larve 1 und häutet sich zweimal zur ansteckenden Larve 3. Diese wird beim Grasen aufgenommen. Im Pansen verlieren die Larven ihre Außenhülle und dringen in die Magendrüsen des Labmagens ein. Hier häutet sich die Larve 3 unter beträchtlicher Größenzunahme zur Larve 4 und bildet 1 bis 2 mm große Knötchen mit einem zentralen Loch. Mit der Häutung zur Larve 5 gelangt diese zurück in das Lumen des Labmagens. Die Präpatenz beträgt bei Rindern 16 bis 18, bei Schafen 17 bis 18 Tage.